# سيو (فرنسا)
سيو (بالفرنسية: Cieux)‏ هي بلدية في مقاطعة فيين العليا في منطقة أقطانية الجديدة غرب فرنسا.